# Relações entre Áustria e Hungria
As relações entre Áustria e Hungria são as relações diplomáticas estabelecidas entre a República da Áustria e a Hungria. Ambos os países têm uma longa história em comum desde que a dinastia governante da Áustria, os Habsburgos, herdou o trono húngaro no século XVI. Ambos faziam parte da extinta Monarquia Austro-Húngara de 1867 a 1918, e estabeleceram as relações diplomáticas em 1921, após a separação.
A Áustria e a Hungria são membros plenos da União Europeia. Eles compartilham uma fronteira de 366 km, que pode ser cruzada em qualquer lugar sem controle, por causa do Acordo de Schengen.